# Androsace cantabrica
Androsace cantabrica es una planta herbácea de la familia de las primuláceas. Es un endemismo de la parte oriental de la cordillera Cantábrica.
En The Plant List es considerada un sinónimo de Androsace adfinis

## Descripción
Planta perenne, con hemicriptófito cespitosos y agrupado. Escapos de 4 cm. Flores hermafroditas agrupadas en pequeñas umbelas de 3 a 7, con cortos peciolos. Corola de color rosado. Hojas lampiñas en el haz y algo pilosas en la nervadura central del envés, lineares, enteras, abarquilladas y recurvadas en el ápice.

## Hábitat
Pastos húmedos alpinos de base silícea, bañas y canchales por encima de 2000 m, a menudo entre arándanos, enebros, y brezos, y al abrigo de rocas graníticas y esquistosas.

## Distribución y conservación
Es un endemismo de la cordillera Cantábrica, restringido en los macizos de Peña Prieta y de la sierra de Híjar y del Cordel, presentando en estas últimas sus mayores concentraciones.  
Se cree una población inferior a los 6000 individuos, por lo que el Atlas y Libro Rojo de la Flora Vascular Amenazada de España la considera amenazada y vulnerable. El Servicio de Cartografía Digital e Infraestructura de Datos Espaciales de la Universidad de Extremadura la considera en peligro extremo de extinción, estimando que esta se producirá a mediados del siglo XXI.

## Taxonomía
Androsace cantabrica fue descrita por (Losa & P.Monts.) Kress y publicado en Primulac.-Stud. 1: 2 1981.
Etimología
Androsace: nombre genérico que deriva de las palabras griegas:  andros = "hombre, varón," y sakos = "escudo" 
cantabrica: epíteto geográfico que alude a su localización en la cordillera Cantábrica.
Citología
Número de cromosomas de Androsace cantabrica (Fam. Primulaceae) y táxones infraespecíficos:  n=33-42
Sinonimia
- Androsace carnea var. cantabrica Losa & P. Monts.[7]